# Krachtbal
Krachtbal is een balsport die gespeeld wordt tussen twee teams van vier personen. Het speelveld bestaat uit een rechthoek met aan de uiteinden een doelgebied. De bedoeling van het krachtbal is de bal in het doelgebied van de tegenstander te gooien door middel van maximaal drie worpen (bij de jeugd tot en met 15 jaar vier worpen). Wie de meeste punten scoort in een tijdspanne van twee maal 25 minuten, is de winnaar. De speelbal is een medicijnbal en weegt 4 kilogram voor de heren en 2 kilogram voor de dames. Bij de jeugd wordt er met een lichtere bal gespeeld van één kilogram.
Krachtbal wordt voornamelijk in (West-) Vlaanderen gespeeld, waar het in 1962 ook is ontworpen door de Brugse sportleraar Etienne Schotte. Dit als alternatief voor het monotone werpen met een medicinebal op conditietrainingen.

## Het speelveld
Een krachtbalveld is minimaal 46 meter (in zalen 36 meter) lang en 14 meter breed en is in twee gelijke delen verdeeld door de middellijn. Op 26 meter van elkaar liggen de doellijnen, die samen met de zijlijnen de minstens 10 meter (in zalen 5 meter) lange doelgebieden afbakenen. Op 4 meter van de doellijn is er de vrijeworplijn. Dit is de dichtste plaats van waar men naar het doelgebied mag werpen. Naast het veld is een neutrale zone van 2 meter verplicht. In de hoogste afdelingen is een balvaste omheining verplicht.

## Ploegopstelling
Een wedstrijd wordt betwist tussen twee ploegen van elk vier spelers. Elke ploeg beschikt over maximum vier wisselspelers. De verdedigende ploeg stelt zich vrij op. De effectiefste opstelling is echter de ruitvorm met als voorste punt de barragespeler, opzij twee vleugelspelers en achteraan een achterspeler of libero. De werpende speler moet zich opstellen om een worp, al dan niet met aanloop te kunnen gooien. De andere spelers van de aanvallende ploeg moeten zich zo opstellen dat ze 2 meter afstand houden van de voorste verdediger en mogen zich ook niet op minder dan 2 meter achter de andere verdedigers opstellen. Zij mogen de andere verdedigers hinderen bij het vangen van de bal. Zodra de aanval gestart is, mogen ze echter niet meer bewegen op minder dan twee meter van de verdedigers. Ze mogen zich ook niet op minder dan 2 meter van de voorste verdediger of minder dan twee meter achter de andere verdedigers bevinden.

## De wedstrijd
De aanvallende ploeg start aan de vrijeworplijn van het eigen doelgebied en probeert in maximaal drie (of vier bij de jeugd tot 15 jaar) worpen te scoren in het doelgebied van de tegenpartij. De werpwijze is niet vrij: enkel de nekworp (vanuit de nek) en de rugworp (achterwaartse worp) zijn toegelaten. De volgende worp mag telkens genomen worden van op de plaats waar de bal na de vorige worp de grond raakte binnen het speelveld (= werpplaats). Zo schuift men op in de richting van het doelgebied van de tegenpartij. Bij de voorlaatste worp moet men de middellijn overschreden hebben. Ten laatste bij de laatste worp moet men een doelpoging doen. Wanneer de laatste worp in rugworp in het doel wordt geworpen, krijgt de speler twee punten in plaats van een. De verdedigers proberen ofwel de terreinwinst te beperken door de bal af te blokken, ofwel zelf in balbezit te komen door de bal te vangen binnen het speelveld. Ze mogen daarbij de bal naar elkaar doortoetsen of doorgooien. Slagen ze er in de bal te vangen, dan mogen ze van op die plaats (=werpplaats) beginnen met aanvallen. Zij krijgen daarbij drie (of vier bij de jeugd) worpen als de aanval start op eigen speelhelft en één minder als de aanval start op de speelhelft van de tegenpartij. Bij de voorlaatste worp is het voor de verdedigers voldoende de bal te stoppen voor de middellijn en bij de laatste worp voor de eigen doellijn.
Men scoort een doelpunt als de bal de grond raakt in het doelgebied van de tegenpartij. Een doelpunt gescoord met een rugworp telt dubbel (= 2 punten). Na ieder doelpunt gaat de aanval over naar de andere ploeg, die mag starten vanaf de vrijeworplijn.

## Belangrijke reglementen
- Krachtbal wordt bij de heren gespeeld met een bal van 4 kg. De dames spelen met een bal van 2 kg. De jongens tot 11 jaar en de meisjes tot 15 jaar spelen met een bal van 1 kg, de jongens tot 13 jaar met 2 kg en de jongens tot 17 jaar met 3 kg.
- Eenzelfde speler mag niet tweemaal direct na elkaar werpen tijdens eenzelfde aanval.
- Het is niet toegelaten bij een aanval de werpplaats te overschrijden voor het uitvoeren van de worp. Links en rechts mag men slechts een meter afwijken van de werpplaats.
- Vijfsecondenregel: binnen de vijf seconden nadat de speler die de bal recupereerde, binnen het veld kon komen, moet de aanloop voor de volgende worp ingezet worden.
- Zodra de aanval gestart is, mogen aanvallers niet meer hinderen op minder dan 2 meter van de verdedigers. Ook mogen ze zich niet op minder dan twee meter achter een verdediger bevinden.
- Verdedigers mogen de aanloop niet hinderen en moeten minstens op 2 meter van de werper en van de werpplaats blijven.
- Elk contact (tackles, wegduwen, lopen tegen) tussen verdediger en aanvaller is verboden en wordt bestraft met een vrijeworp. Dit is een strafworp vanaf de vrijeworplijn van de bestrafte ploeg.
- Als de bal of een speler in contact met de bal de zijlijn of de grond buiten het speelveld raakt, is het buitenspel. De tegenpartij mag dan ingooien ter hoogte van deze plaats en een nieuwe aanval starten.
- Wanneer de aanvallende ploeg de bal driemaal bij een doelworp rechtstreeks buitenspel gooit, krijgt de tegenstrever een vrijeworp toegekend.
- Passen in de aanvalsrichting is verboden. Passen mag alleen zijwaarts of naar achteren. Binnen het eigen doelgebied mag men in alle richtingen passen.
- Een pass of een inworp mag niet onderschept worden.
- Het aantal wissels is onbeperkt. Wisselen kan na een doelpunt of na buitenspel in het voordeel van de ploeg die wil wisselen.
- Een wedstrijd duurt twee keer 25 minuten Vanaf U18 of twee keer 20 minuten U12 tem U16. Per speelhelft heeft iedere ploeg recht op twee time-outs van 1 minuut. Die kunnen genomen worden bij een doelpunt of bij een vrijeworp.
- Een ploeg moet minimaal drie spelers op het veld hebben. Als er minder spelers zijn, bijvoorbeeld door kwetsuren van spelers, het vrijwillig verlaten van het veld of het te laatkomen, is het forfait voor de tegenpartij.
- Als een speler de bal op de grond legt of laat vallen bij een pas, is de bal voor de tegenpartij.
- Als een speler tijdens een minuut (time-out van gedurende 1 minuut) uit zijn vak komt, krijgt de tegenpartij een vrijeworp.

## Kampioenen en bekerwinnaars
| seizoen   | kampioen heren                                                  | beker heren                                                     | kampioen dames                                                  | beker dames                                                     |
| --------- | --------------------------------------------------------------- | --------------------------------------------------------------- | --------------------------------------------------------------- | --------------------------------------------------------------- |
| 2024-2025 | KBC Sint-Michiels                                               | KBC Sint-Michiels                                               | KBC Male                                                        | KBC Male                                                        |
| 2023-2024 | KBC Sint-Michiels                                               | KBC Male                                                        | KBC Male                                                        | KBC Sint-Michiels                                               |
| 2022-2023 | KBC Sint-Michiels                                               | KBC Male                                                        | 't Botterken Baasrode                                           | 't Botterken Baasrode                                           |
| 2021-2022 | KRB Jabbeke                                                     | KRB Jabbeke                                                     | KBC Sint- Michiels                                              | KBC Sint-Michiels                                               |
| 2020-2021 | competities gestopt op 11 oktober 2020 wegens COVID-19-pandemie | competities gestopt op 11 oktober 2020 wegens COVID-19-pandemie | competities gestopt op 11 oktober 2020 wegens COVID-19-pandemie | competities gestopt op 11 oktober 2020 wegens COVID-19-pandemie |
| 2019-2020 | competities gestopt op 30 maart 2020 wegens COVID-19-pandemie   | competities gestopt op 30 maart 2020 wegens COVID-19-pandemie   | competities gestopt op 30 maart 2020 wegens COVID-19-pandemie   | competities gestopt op 30 maart 2020 wegens COVID-19-pandemie   |
| 2018-2019 | 't Klaverken Buggenhout                                         | KBC Sint-Michiels                                               | 't Botterken Baasrode                                           | 't Botterken Baasrode                                           |
| 2017-2018 | KBC Sint-Michiels                                               | KBC Sint-Michiels                                               | Royal KBC Sint-Michiels                                         | KBC Sint-Michiels A                                             |
| 2016-2017 | KBC Male                                                        | KBC Male                                                        | Royal KBC Sint-Michiels                                         | 't Klaverken Buggenhout                                         |
| 2015-2016 | KBC Male                                                        | KRB Jabbeke                                                     | Royal KBC Sint-Michiels                                         | KBC Sint-Michiels A                                             |
| 2014-2015 | KBC Male                                                        | KBC Male                                                        | Atlas Varsenare                                                 | KBC Sint-Michiels                                               |
| 2013-2014 | KBC Male                                                        | KRB Loppem A                                                    | Atlas Varsenare                                                 | Atlas Varsenare                                                 |
| 2012-2013 | KBC Male                                                        | KRB Loppem B                                                    | Atlas Varsenare                                                 | Atlas Varsenare                                                 |
| 2011-2012 | KBC Male                                                        | KRB Loppem                                                      | Atlas Varsenare                                                 | KBK Ichtegem                                                    |
| 2010-2011 | KBC Male                                                        | KBC Male                                                        | KBK Ichtegem                                                    | KBK Ichtegem                                                    |
| 2009-2010 | KBC Male                                                        | KBC Male                                                        | KBK Ichtegem                                                    | KBK Ichtegem                                                    |
| 2008-2009 | KRB Jabbeke                                                     | KRB Loppem                                                      | KBK Ichtegem                                                    | KBK Ichtegem                                                    |
| 2007-2008 | Robland Sint-Michiels                                           | Robland Sint-Michiels                                           | 't Klaverken Buggenhout                                         | KBK Ichtegem                                                    |
| 2006-2007 | KRB Loppem                                                      | KRB Jabbeke                                                     | 't Klaverken Buggenhout                                         | KB Moerdamme                                                    |
| 2005-2006 | KBC Male                                                        | Robland Sint-Michiels                                           | 't Klaverken Buggenhout                                         | Robland Sint-Michiels                                           |
| 2004-2005 | KBC Heist                                                       | KBC Heist                                                       | Robland Sint-Michiels                                           | Robland Sint-Michiels                                           |
| 2003-2004 | KBC Heist                                                       | KBC Heist                                                       | Robland Sint-Michiels                                           | Robland Sint-Michiels                                           |
| 2002-2003 | KBC Heist                                                       | KBC Heist                                                       | KRB Loppem                                                      | KRB Loppem                                                      |
| 2001-2002 | Sporting Brugge                                                 | KRB Loppem                                                      | KRB Loppem                                                      | Robland Sint-Michiels                                           |
| 2000-2001 | Inter Assebroek                                                 | Inter Assebroek                                                 | KRB Loppem                                                      | Robland Sint-Michiels                                           |
| 1999-2000 | Inter Assebroek                                                 | Inter Assebroek                                                 | KRB Loppem                                                      | KRB Loppem                                                      |
| 1998-1999 | Inter Assebroek                                                 | MEZ Snellegem                                                   | KRB Loppem                                                      | KRB Loppem                                                      |
| 1997-1998 | Inter Assebroek                                                 | Inter Assebroek                                                 | KRB Loppem                                                      | KRB Loppem                                                      |
| 1996-1997 | Inter Assebroek                                                 | Osiris Aalst                                                    | KRB Loppem                                                      | KRB Loppem                                                      |
| 1995-1996 | MEZ Snellegem                                                   | KBK Temse                                                       | KRB Loppem                                                      | KRB Loppem                                                      |
| 1994-1995 | Inter Assebroek                                                 | Hoger Op Beitem                                                 | 't Klaverken Buggenhout                                         | 't Klaverken Buggenhout                                         |
| 1993-1994 | 't Klaverken Buggenhout                                         | Avanti Lissewege                                                | KBC Male                                                        | KRB Loppem                                                      |
| 1992-1993 | MEZ Snellegem                                                   | Inter Assebroek                                                 | 't Klaverken Buggenhout                                         | 't Klaverken Buggenhout                                         |
| 1991-1992 | MEZ Snellegem                                                   | MEZ Snellegem                                                   | 't Klaverken Buggenhout                                         | 't Klaverken Buggenhout                                         |
| 1990-1991 | MEZ Snellegem                                                   | MEZ Snellegem                                                   | Atlas Varsenare                                                 | 't Klaverken Buggenhout                                         |
| 1989-1990 | MEZ Snellegem                                                   | MEZ Snellegem                                                   | 't Klaverken Buggenhout                                         | 't Klaverken Buggenhout                                         |
| 1988-1989 | Inter Assebroek                                                 | Hoger Op Beitem                                                 | Atlas Varsenare                                                 | 't Klaverken Buggenhout                                         |
| 1987-1988 | Inter Assebroek                                                 | MEZ Snellegem                                                   | Atlas Varsenare                                                 | Atlas Varsenare                                                 |
| 1986-1987 | MEZ Snellegem                                                   | Inter Assebroek                                                 | Atlas Varsenare                                                 | Atlas Varsenare                                                 |
| 1985-1986 | Inter Assebroek                                                 | Inter Assebroek                                                 | Atlas Varsenare                                                 | Atlas Varsenare                                                 |
| 1984-1985 | MEZ Snellegem                                                   | MEZ Snellegem                                                   | Atlas Varsenare                                                 | Atlas Varsenare                                                 |
| 1983-1984 | MEZ Snellegem                                                   | Hoger Op Beitem                                                 | 't Klaverken Buggenhout                                         | MEZ Snellegem                                                   |
| 1982-1983 | MEZ Snellegem                                                   | Hoger Op Beitem                                                 | Den Hoorn Moerkerke                                             |                                                                 |
| 1981-1982 | Hoger Op Beitem                                                 | Hoger Op Beitem                                                 | Den Hoorn Moerkerke                                             |                                                                 |
| 1980-1981 | Hoger Op Beitem                                                 | Hoger Op Beitem                                                 | Den Hoorn Moerkerke                                             |                                                                 |
| 1979-1980 | Hoger Op Beitem                                                 | Rodemo Snellegem                                                | Krüger Girls Jabbeke                                            | Real Knokke                                                     |
| 1978-1979 | Rodemo Snellegem                                                | Rodemo Snellegem                                                | Krüger Girls Jabbeke                                            | Krüger Girls Jabbeke                                            |
| 1977-1978 | Hoger Op Beitem                                                 | Inter Assebroek                                                 | Krüger Girls Jabbeke                                            |                                                                 |
| 1976-1977 | Olympia Brugge                                                  | KBC Beernem                                                     | Krüger Girls Jabbeke                                            |                                                                 |
| 1975-1976 | Olympia Brugge                                                  | Olympia Brugge                                                  | Krüger Girls Jabbeke                                            |                                                                 |
| 1974-1975 | Rodemo Snellegem                                                | Rodemo Snellegem                                                | Krüger Girls Jabbeke                                            |                                                                 |
| 1973-1974 | Rodemo Snellegem                                                | Rodemo Snellegem                                                | Krüger Girls Jabbeke                                            |                                                                 |
| 1972-1973 | Hard&Handig Waardamme                                           | Rodemo Snellegem                                                | Krüger Girls Jabbeke                                            |                                                                 |
| 1971-1972 | Rodemo Snellegem                                                | Rodemo Snellegem                                                |                                                                 |                                                                 |
| 1970-1971 | Cracks Club Brugge                                              | Heeskracht Bocholt                                              |                                                                 |                                                                 |
| 1969-1970 | Rodemo Snellegem                                                | Rodemo Snellegem                                                |                                                                 |                                                                 |
| 1968-1969 | Hoger Op Beitem                                                 | Rodemo Snellegem                                                |                                                                 |                                                                 |
| 1967-1968 | Sporta Beernem                                                  | Rodemo Snellegem                                                |                                                                 |                                                                 |
| 1966-1967 | Sporta Beernem                                                  | Cracks Club Brugge                                              |                                                                 |                                                                 |
| 1965-1966 | Sporta Beernem                                                  |                                                                 |                                                                 |                                                                 |

## Internationaal
Krachtbal wordt alleen in Vlaanderen in competitievorm gespeeld. In verschillende andere landen (Groot-Brittannië, Verenigde Staten, Nederland, Frankrijk, Noorwegen, Portugal, de Tsjechische Republiek, Zwitserland, Zweden, Italië, Spanje) is krachtbal ooit gelanceerd, maar nooit doorgebroken. In Nederland is zelfs ooit een eigen competitie gestart, maar momenteel is geen enkele club nog actief. In 2009 is er ook in Frankrijk een kampioenschap gespeeld met slechts vier ploegen.
In 1999 en 2002 werden er in Buggenhout als promotie voor de sport, Europese Kampioenschappen georganiseerd met als winnaars de scholieren van West-Vlaanderen 4 (1999) en Buggenhout (2002). In 2003 werd er in Portugal zelfs een Wereldkampioenschap georganiseerd met deelname van Brazilië en Angola. Frankrijk werd de winnaar van dit WK. De Belgische deelnemers, de scholieren van Baasrode, werden toen pas derde.